# 波朗科
波朗科 （西班牙語：Polanco）是墨西哥城米格爾伊達爾戈轄區的一條街區，是墨西哥城的科洛尼亞，以其位於墨西哥最昂貴之街道：馬薩里克總統大道以及附近的眾多著名文化機構而聞名。
波朗科原本是大型獨立式洋房之居住區，20世紀下半葉，波朗科的土地利用開始發生變化。特別是1985年墨西哥城大地震後，原來的住宅被商業地產和高層建築物所取代。今天，波朗科以購物區而聞名。 
波朗科有「墨西哥的比佛利山」之稱。   